# 滇南山杨
滇南山杨（学名：Populus rotundifolia var. bonatii）为杨柳科杨属下的一个变种。

## 扩展阅读
- 維基物種上的相關：滇南山杨